# 버거킹 치킨 너겟
버거킹 치킨 너겟(Burger King chicken nuggets, BK Chicken Nuggets)은 국제적인 패스트푸드 식당 체인점 버거킹이 자사의 메뉴 일부로 포함한 치킨 너겟이다. 1985년 첫 선을 보였다.

## 역사
버거킹 치킨 텐더는 1985년 맥도날드의 치킨 맥너겟에 대응되는 닭고기 기반 핑거 제품의 부재를 해결하기 위해 처음으로 데뷔하였다. 오리지널 크기는 6, 9, 12, 25조각 패트리 팩으로 구성되었다. 당시 제품은 제조사로부터 한정된 양의 닭고기만 공급되어 철회해야 했으나 이 제품은 6개월 뒤 다시 도입되었다. 처음에 닭고기 필레로 만들어진 이 제품은 수년 뒤 잘게 썰은 닭고기로 대체되었다.